# Carlo Tessarini
Carlo Tessarini da Rimini (Rimini, 1690 circa – post 15 dicembre 1766) è stato un violinista, compositore e editore italiano.

## Biografia
Non sono pervenute ad oggi notizie biografiche sulla sua giovinezza e la sua formazione; le ipotesi storiche degli studi con Corelli (sostenuta da François-Joseph Fétis) e Vivaldi non hanno trovato alcun riscontro documentario.
Certo è che dal 1720 al 1733 era attivo a Venezia; qui prestò servizio come violinista in San Marco (anche sporadicamente fino al 1735) e fu maestro di violino ai Derelitti dal 1727 al 1730, anno in cui l'istituzione interruppe gl'insegnamenti musicali. Infatti, il frontespizio della sua opera I, del 1729, lo qualifica come "maestro de'concerti" ai Derelitti.
Fin dal 1731, tentò di ottenere un posto nel duomo di Urbino e lo ottenne due anni dopo, nel 1733; la sua attività presso la cappella della cattedrale è documentata fino al 1738, tuttavia sappiamo che egli si assentò spesso dalla città, ed infatti fu anche "direttore della musica instromentale" alla corte del cardinale Wolfgang Hannibal von Schrattenbach nella città morava di Brno, come indicato nelle "6 Sonate" pubblicate ad Amsterdam verso il 1737. Sempre durante gli anni '30, intraprese un'iniziativa editoriale, stampando musica sua e di altri compositori. Pur continuando ad abitare ad Urbino, sappiamo che fu a Roma, primo violino nell'orchestra del Teatro Valle, all'inizio del 1740, ma la morte del pontefice Clemente XII causò l'interruzione di tutti gli spettacoli, per cui si spostò a Napoli. Continuiamo ad avere sue tracce nei registri della cattedrale di Urbino fino al 1743, mentre nel frontespizio dell'opera V (1744 circa) si qualifica come "direttore perpetuo" dell'Accademia degli Anarconti a Fano.
Dal 1744, molte sue opere furono pubblicate a Parigi da Boivin e dedicate a vari membri dell'aristocrazia parigina; ciò ha fatto pensare (e molti studi riportano quest'informazione) che abbia abitato nella capitale francese per qualche anno, tuttavia non ne abbiamo alcuna prova documentaria Abbiamo invece notizia certa di un suo concerto ad Arnhem nei Paesi Bassi, nel 1747. Nello stesso anno arrivò a Londra, per ricoprire il posto di primo violino nell'orchestra della Ruckholt House, in Essex, dove durante l'estate si teneva un concerto seguito da un ballo ciascun lunedì mattina. La stagione cominciava il 24 aprile, e Tessarini vi partecipò regolarmente fino ad ottobre.
Nei periodi successivi ritornò a vivere a Urbino e negli ultimi dieci anni della sua vita viaggiò in Germania e nei Paesi Bassi, tenendo numerosi concerti tra il 1761 e il 1766.
Dopo la sua ultima esibizione, il 15 dicembre 1766, si concludono le notizie relative alla sua esistenza.